# Монтедоро
Монтедоро (итал. Montedoro) је насеље у Италији у округу Калтанисета, региону Сицилија.
Према процени из 2011. у насељу је живело 1614 становника. Насеље се налази на надморској висини од 447 м.

## Становништво
Према резултатима пописа становништва 2011. у општини је живело 1.643 становника.
| 1936. | 1951. | 1961. | 1971. | 1981. | 1991. | 2001. | 2011. |
| ----- | ----- | ----- | ----- | ----- | ----- | ----- | ----- |
| 3.434 | 3.747 | 3.291 | 2.619 | 2.021 | 2.010 | 1.780 | 1.643 |

## Партнерски градови
- Вол ан Велен
- Мезје